# Шкодран Мустафі
Шкодран Мустафі (алб. Shkodran Mustafi, нар. 17 квітня 1992, Бад-Герсфельд, Німеччина) — німецький футболіст албанського походження, центральний захисник клубу «Леванте».

## Клубна кар'єра
Вихованець юнацьких команд футбольних клубів «Гамбург» та «Евертон».
У дорослому футболі дебютував 2009 року виступами за команду клубу «Евертон», в якій провів три сезони, взявши участь лише в одному матчі в рамках Ліги Європи 2009—2010.
На початку 2012 року став гравцем італійського клубу «Сампдорія», в якому нарешті дебютував у дорослому футболі. З сезону 2013/14 став основним захисником генуезької команди.
7 серпня 2014 року уклав п'ятирічний контракт з іспанською «Валенсією». Відіграв в Іспанії два сезони як основний центральний захисник «кажанів».
Наприкінці серпня 2016 року новим клубом Мустафі став лондонський «Арсенал».
1 лютого 2021 перейшов до складу німецького «Шальке 04».

## Виступи за збірні
2007 року дебютував у складі юнацьких збірних Німеччини, взяв участь у 44 іграх на юнацькому рівні, відзначившись 8 забитими голами.
З 2011 року залучається до складу молодіжних збірної Німеччини. На молодіжному рівні зіграв у 17 офіційних матчах, забив 3 голи.
У березні 2014 року був уперше викликаний до лав національної збірної Німеччини, а 13 травня того ж року уперше вийшов на поле у її складі у товариській грі проти збірної Польщі. 7 червня 2014 року був доданий до заявки національної команди для участі у фінальній частині чемпіонату світу 2014 у Бразилії, змінивши травмованого Марко Ройса. На мундіалі взяв участь у трьох іграх німецької збірної і став у її складі чемпіоном світу.
За два роки став учасником фінальної частини Євро-2016. У першому матчі німців на турнірі — грі групового етапу проти збірної України — забив свій перший гол у формі національної збірної, відкривши рахунок зустрічі, в якій його команда врешті-решт перемогла з рахунком 2:0. Другою і останньою грою Мустафі на турнірі став півфінальний матч проти господарів, збірної Франції, який його команда програла 0:2.
| Дата       | Місто           | Господарі | Результат | Гості             | Турнір               | Голи | Примітки |
| ---------- | --------------- | --------- | --------- | ----------------- | -------------------- | ---- | -------- |
| 13-5-2014  | Гамбург         | Німеччина | 0 – 0     | Польща            | товариський матч     | -    |          |
| 16-6-2014  | Салвадор        | Німеччина | 4 – 0     | Португалія        | ЧС 2014 - 1-й етап   | -    | 73'      |
| 21-6-2014  | Форталеза       | Німеччина | 2 – 2     | Гана              | ЧС 2014 - 1-й етап   | -    | 46'      |
| 30-6-2014  | Порту-Алегрі    | Німеччина | 2 – 1     | Алжир             | ЧС 2014 - 1/8 фіналу | -    | 70'      |
| 14-11-2014 | Нюрнберг        | Німеччина | 4 – 0     | Гібралтар         | Відбір до ЧЄ 2016    | -    |          |
| 18-11-2014 | Віго            | Іспанія   | 0 – 1     | Німеччина         | товариський матч     | -    |          |
| 25-3-2015  | Кайзерслаутерн  | Німеччина | 2 – 2     | Австралія         | товариський матч     | -    |          |
| 10-6-2015  | Кельн           | Німеччина | 1 – 2     | США               | товариський матч     | -    |          |
| 13-11-2015 | Сен-Дені        | Франція   | 2 – 0     | Німеччина         | товариський матч     | -    | 46'      |
| 29-3-2016  | Мюнхен          | Німеччина | 4 – 1     | Італія            | товариський матч     | -    | 77'      |
| 12-6-2016  | Вільнев-д'Аск   | Німеччина | 2 – 0     | Україна           | ЧЄ 2016 - 1-й етап   | 1    |          |
| 7-7-2016   | Марсель         | Франція   | 2 – 0     | Німеччина         | ЧЄ 2016 - півфінал   | -    |          |
| 31-8-2016  | Менхенгладбах   | Німеччина | 2 – 0     | Фінляндія         | товариський матч     | -    |          |
| 11-10-2016 | Ганновер        | Німеччина | 2 – 0     | Північна Ірландія | Відбір до ЧС 2018    | -    | 69'      |
| 15-11-2016 | Мілан           | Італія    | 0 – 0     | Німеччина         | товариський матч     | -    |          |
| 10-6-2017  | Нюрнберг        | Німеччина | 7 – 0     | Сан-Марино        | Відбір до ЧС 2018    | 1    |          |
| 19-6-2017  | Сочі            | Австралія | 2 – 3     | Німеччина         | Кубок Конфедерацій   | -    |          |
| 22-6-2017  | Казань          | Німеччина | 1 – 1     | Чилі              | Кубок Конфедерацій   | -    |          |
| 2-7-2017   | Санкт-Петербург | Чилі      | 0 – 1     | Німеччина         | Кубок Конфедерацій   | -    |          |
| 8-10-2017  | Кайзерслаутерн  | Німеччина | 5 – 1     | Азербайджан       | Відбір до ЧС 2018    | -    | 36'      |
| Усього     |                 | Матчів    | 20        |                   | Голів                | 2    |          |

## Досягнення
«Арсенал»
- Володар Кубка Англії: 2016–17, 2019–20
- Володар Суперкубка Англії: 2017, 2020

Збірна Німеччини
- Чемпіон Європи (U-17): 2009
- Чемпіон світу: 2014
- Володар Кубка конфедерацій: 2017